# Мечеть Гамаля Абделя Насера
Мечеть Гамаля Абделя Насера — бывший католический собор в столице Ливии Триполи, превращённый в мечеть памяти египетского революционера, военного и политического деятеля Гамаля Абделя Насера.

## История создания
Собор был заложен во время первого министерского срока министра колоний Итальянского Королевства Луиджи Федерцони, усилившего государственное финансирование католических миссионерских проектов в рамках укрепления колониальной инфраструктуры, в 1923 году. В это время апостольским викарием Ливии (в 1912 году папа Пий XI поднял статус апостольской префектуры Ливии до апостольского викариата) был монсеньор Гиачинто Тоницца. Его строительство было закончено во время второго колониального министерства Федерцони в 1928 году, незадолго до его смещения с должности. После завершения строительства собор был освящён в честь Пресвятого сердца Иисуса Христа (San Quore di Gesu).

### Архитектура
Архитектором собора стал Саффо Пантери. Он выполнил проект в неороманском стиле, с колокольней и куполом 46-метровой высоты.

## Преобразование в мечеть
В 1969 году после победы в Ливии военного переворота и провозглашения Ливийской Арабской Республики к власти пришёл Муаммар Каддафи. 21 июля 1970 года был издан указ о конфискации всей итальянской собственности в стране и выдворении итальянских колонистов. В сентябре был изгнан епископ Бенгази, а среди конфискованной собственности оказался и собор Пресвятого сердца Христа, превращённый в мечеть в 1970 году. Мечети было присвоено имя Гамаля Абделя Насера, однако уже к 2013 году некоторые источники называют ее просто мечетью на Алжирской площади.
Во время гражданской войны в Ливии рядом с мечетью демонстрировались короткометражные фильмы, а на ее ступенях разыгрывались театральные представления антикаддафистского содержания.

## Галерея
- Вид кафедрального собора Пресвятого Сердца Христа в 1943 году.
- Вид на мечеть